# Cauchy-Verteilung
Die Cauchy-Verteilung (nach Augustin Louis Cauchy) ist eine stetige, leptokurtische (supergaußförmige) Wahrscheinlichkeitsverteilung.

Pendel der Länge mit Ruheposition und Auslenkungswinkel. Ist gleichverteilt, so ist die Auslenkung Cauchy-verteilt.

Anschaulich gesprochen beschreibt sie die tangentiale Auslenkung eines Pendels. Hat das Pendel die Länge {\displaystyle s}, Ruheposition {\displaystyle t} und einen über dem Intervall {\displaystyle (-90{\text{°}},90{\text{°}})} gleichverteilten Auslenkungswinkel {\displaystyle U}, so ist die Position {\displaystyle X=s\tan(U)+t} Cauchy-verteilt mit den Parametern {\displaystyle s} und {\displaystyle t}.
Die Cauchy-Verteilung tritt außerdem als die Verteilung einer Zufallsvariable {\displaystyle Z=X/Y} auf, die das Verhältnis zweier Zufallsvariablen {\displaystyle X} und {\displaystyle Y} mit einer rotationsinvarianten gemeinsamen Dichte ist (z. B. zwei unabhängige zentrierte normalverteilte Zufallsvariablen).
Ferner ist sie in der Physik für eine genäherte Beschreibung von Resonanz von Bedeutung. Sie wird dort Resonanzkurve oder Lorentzkurve (nach Hendrik Antoon Lorentz) genannt. Daher gibt es auch die Bezeichnungen Lorentz-Verteilung und Cauchy-Lorentz-Verteilung.

## Definition

Dichtefunktion (oben) und Verteilungsfunktion (unten) der Cauchy-Verteilung für verschiedene Werte der beiden Parameter. Dabei entspricht im Bild s in der nebenstehenden Gleichung und entspricht t.

Eine Zufallsvariable {\displaystyle X} hat eine Cauchy-Verteilung mit Zentrum {\displaystyle t\in \mathbb {R} } und Breitenparameter {\displaystyle s>0}, wenn sie die auf ganz {\displaystyle \mathbb {R} } definierte Wahrscheinlichkeitsdichte
{\displaystyle f(x)={\frac {1}{\pi }}\cdot {\frac {s}{s^{2}+(x-t)^{2}}}}
besitzt. Hierfür schreibt man auch symbolisch {\displaystyle X\sim \mathrm {C} (t,s)} und sagt, dass {\displaystyle X} Cauchy-verteilt (zu {\displaystyle t} und {\displaystyle s}) ist.
Die spezielle Cauchy-Verteilung zu den Parametern {\displaystyle t=0} und {\displaystyle s=1}, also mit der Wahrscheinlichkeitsdichte
{\displaystyle f(x)={\frac {1}{\pi (1+x^{2})}}},
heißt Standard-Cauchy-Verteilung. Für eine standard-Cauchy-verteilte Zufallsvariable {\displaystyle X} schreibt man entsprechend {\displaystyle X\sim \mathrm {C} (0,1)}.

## Eigenschaften

### Verteilungsfunktion
Die Verteilungsfunktion der Cauchy-Verteilung ist
{\displaystyle F(x)={\frac {1}{2}}+{\frac {1}{\pi }}\cdot \arctan \left({\frac {x-t}{s}}\right)}.
Die Verteilungsfunktion der Standard-Cauchy-Verteilung lautet insbesondere ({\displaystyle t=0,s=1})
{\displaystyle F(x)={\frac {1}{2}}+{\frac {1}{\pi }}\cdot \arctan(x)}.

### Erwartungswert, Varianz, Standardabweichung, Momente
Die Cauchy-Verteilung ist eine Verteilung, die weder Erwartungswert noch Varianz oder Standardabweichung besitzt, sie sind unbestimmt. Dementsprechend besitzt sie auch keine endlichen Momente und keine momenterzeugende Funktion.

### Quantile
Die Quantile erhält man aus der Quantilfunktion
{\displaystyle F^{-1}(p)=s\cdot \tan(\pi (p-1/2))+t}.

### Median, Modus, Quartilabstand
Die Cauchy-Verteilung besitzt den Median bei {\displaystyle t}, den Modus ebenfalls bei {\displaystyle t}, und den Quartilsabstand {\displaystyle 2s}.

### Symmetrie
Die Cauchy-Verteilung ist symmetrisch zum Parameter {\displaystyle t}.

### Entropie
Die Entropie beträgt {\displaystyle \log(4\pi s)}.

### Charakteristische Funktion
Die charakteristische Funktion der Cauchy-Verteilung ist {\displaystyle y\mapsto \exp(ity-s|y|)}.

### Reproduktivität
Die Cauchy-Verteilung gehört zu den reproduktiven Wahrscheinlichkeitsverteilungen: Der arithmetische Mittelwert
{\displaystyle {\overline {X}}={\frac {X_{1}+X_{2}+\dotsb +X_{n}}{n}}}
aus {\displaystyle n} standard-Cauchy-verteilten Zufallsvariablen ist selbst standard-Cauchy-verteilt. Insbesondere gehorcht die Cauchy-Verteilung also nicht dem Gesetz der großen Zahlen, das für alle Verteilungen mit existierendem Erwartungswert (siehe Satz von Etemadi) gilt. Ferner gilt auch der zentrale Grenzwertsatz nicht.

### Invarianz gegenüber Faltung
Die Cauchy-Verteilung ist invariant gegenüber Faltung, das heißt, die Faltung einer Lorentz-Kurve der Halbwertsbreite {\displaystyle \Gamma _{a}} und einem Maximum bei {\displaystyle t_{a}} mit einer Lorentz-Kurve der Halbwertsbreite {\displaystyle \Gamma _{b}} und einem Maximum bei {\displaystyle t_{b}} ergibt wieder eine Lorentz-Kurve mit der Halbwertsbreite {\displaystyle \Gamma _{c}=\Gamma _{a}+\Gamma _{b}} und einem Maximum bei {\displaystyle t_{c}=t_{a}+t_{b}}. Somit bildet die Cauchy-Verteilung eine Faltungshalbgruppe.

## Beziehung zwischen der Cauchy-Verteilung und der Standard-Cauchy-Verteilung
Ist eine Zufallsvariable {\displaystyle X} standard-Cauchy-verteilt, so ist die transformierte Zufallsvariable {\displaystyle Y=sX+t} (mit {\displaystyle t\in \mathbb {R} } und {\displaystyle s>0}) Cauchy-verteilt zu {\displaystyle t} und {\displaystyle s}. Umgekehrt gilt: Ist {\displaystyle Y} Cauchy-verteilt mit den Parametern {\displaystyle s} und {\displaystyle t}, dann ist {\textstyle X={\frac {Y-t}{s}}} standard-Cauchy-verteilt.

## Beziehungen zu anderen Verteilungen

### Beziehung zur stetigen Gleichverteilung
Ist {\displaystyle U} auf dem Intervall {\displaystyle (-{\tfrac {\pi }{2}},{\tfrac {\pi }{2}})} stetig gleichverteilt, dann ist {\displaystyle X=\tan(U)} standard-Cauchy-verteilt. Entsprechend ist {\displaystyle Y=sX+t} Cauchy-verteilt mit den Parametern {\displaystyle s} und {\displaystyle t}. Dies motiviert das Beispiel der Pendel-Auslenkung.

### Beziehung zur Normalverteilung
Sind {\displaystyle X,Y} zwei unabhängige standardnormalverteilte Zufallsvariablen, dann ist der Quotient {\displaystyle Z={\tfrac {X}{Y}}} standard-Cauchy-verteilt. Etwas allgemeiner gilt, dass der Quotient von zwei unabhängigen, zentrierten normalverteilten Zufallsvariablen Cauchy-verteilt ist. 

### Beziehung zur studentschen t-Verteilung
Die Standard-Cauchy-Verteilung ist der Spezialfall der studentschen t-Verteilung {\displaystyle {\mathcal {t}}_{n}} mit einem Freiheitsgrad {\displaystyle n=1}.

### Beziehung zur Lévy-Verteilung
Die Cauchy-Verteilung ist eine spezielle α-stabile Verteilung mit dem Exponentenparameter {\displaystyle \alpha =1}.

## Anwendungsbeispiel
Bei der Cauchy-Verteilung als Vertreter der Heavy-tailed-Verteilungen ist die Wahrscheinlichkeit für extreme Ausprägungen sehr groß. Sind die 1 % größten Werte einer standardnormalverteilten Zufallsvariablen {\displaystyle X} mindestens 2,326, so beträgt bei einer standard-Cauchy-verteilten Zufallsvariablen die entsprechende Untergrenze 31,82. Möchte man die Auswirkung von Ausreißern in Daten auf statistische Verfahren untersuchen, verwendet man häufig Cauchy-verteilte Zufallszahlen in Simulationen.

## Zufallszahlen
Zur Erzeugung Cauchy-verteilter Zufallszahlen bietet sich die Inversionsmethode an. Die nach dem Simulationslemma zu bildende Pseudoinverse der Verteilungsfunktion {\displaystyle F(x)} lautet hierbei {\displaystyle F^{-1}(y)=-\cot(\pi y)} (siehe Kotangens). Zu einer Folge von Standardzufallszahlen {\displaystyle u_{i}} lässt sich daher durch {\displaystyle x_{i}:=-\cot(\pi u_{i})}, oder wegen der Symmetrie auch durch {\displaystyle x_{i}:=\cot(\pi u_{i})}, eine Folge standard-Cauchy-verteilter Zufallszahlen berechnen.